# Волынский, Зиновий Моисеевич
Зиновий Моисеевич Волынский (2 июня 1897, Херсон — 13 августа 1968) — советский ученый, доктор медицинских наук, профессор, генерал-майор медицинской службы.
Автор около 700 научных статей и 5 монографий, а также ряда учебников.

## Биография
Родился 2 июня 1897 года в Херсоне в еврейской семье служащих.
В 1916 году окончил гимназию, в 1924 году — медицинский институт. По окончании института начал врачебную деятельность в Ленинграде. В конце 1920-х годов сдал вступительный экзамен для прохождения терапевтического курса постдипломного обучения на базе Обуховской больницы, где руководителем группы терапевтов был известный профессор М. А. Горшков, ставший впоследствии директором этой больницы. По рекомендации Горшкова через два года ординатуры Волынский был назначен заведующим терапевтическим отделением, а с 1932 года по совместительству исполнял обязанности ассистента кафедры терапии, возглавляемой М. А. Горшковым. С 1932 года находился на службе в РККА в качестве военного врача. В 1938 году был арестован в связи с ежовскими арестами ленинградских военных и некоторое время сидел в тюрьме, вины не признал и был освобождён.
Когда в 1938 году на базе Обуховской больницы был открыт 3-й Ленинградский медицинский институт, то по рекомендации профессора М. А. Горшкова, временно исполняющего обязанности заведующего кафедрой факультетской терапии ассистентом кафедры был назначен Зиновий Волынский. В 1939 году этой кафедрой стал профессор А. Л. Мясников, который оставил на кафедре Волынского, зарекомендовавшего себя опытным преподавателем и организатором лечебной работы. Вскоре Мясников назначил Зиновия Моисеевича своим заместителем. Мясников вспоминает:

Вскоре после открытия клиники явился ко мне и ещё один сотрудник — Зиновий Моисеевич Волынский. Тогда это был плохо одетый, не очень чистый, волосатый парень. Он явился прямо из тюрьмы. В тюрьме сидел в связи с ежовскими арестами военных (Ленинградского гарнизона). Он заведовал санаторией для желудочных больных, обслуживавшей гарнизон, и его посадили «за компанию» с другими высокими чинами, держали год, подвергали различным мучительствам, но доктор оказался крепким и не подписал обвинительного акта (он будто бы должен был отравить под видом диеты какую-то определённую группу больных). З. М. Волынский вскоре показал себя исключительно способным сотрудником и в дальнейшем сделался моим верным помощником по клинике вплоть до моего отъезда из Ленинграда в Москву. В настоящее время он заведует кафедрой Военно-медицинской академии. Волынский оказался весьма восприимчивым к научной работе, хорошо улавливал мои мысли в этой области и развивал их. Мне как-то смешно представлять его, пришедшего тогда в залатанном кителе, тощим и бледным, похожим скорее на управхоза, — и сравнивать с теперешним холеным, толстым профессором с богатой квартирой и важной уверенной осанкой.

Когда в 1940 году 3-й Ленинградский медицинский институт был преобразован в Военно-морскую медицинскую академию (ВММА, создавалась для подготовки военно-морских врачей для службы на кораблях и в госпиталях ВМФ, ныне Военно-медицинская академия имени С. М. Кирова), А. Л. Мясников стал начальником кафедры факультетской терапии, а З. М. Волынский был утверждён в должности преподавателя этой кафедры.
Участник Великой Отечественной войны: в 1941 году — начальник госпиталя в блокадном Ленинграде, с 1942 года — начальник госпиталя и начальник санитарного отдела армии на Ленинградском фронте.
В 1955 году возглавил кафедру госпитальной и военно-морской терапии ВММА. Стал основателем и затем начальником кафедры военно-морской и общей терапии Военно-медицинской академии, а также основателем первой радиологической лаборатории. Занимался изучением атеросклероза, гипертонической болезни, ревматизма, лучевой болезни и организации неотложной терапевтической помощи на подводных лодках. Был главным терапевтом Министерства Обороны СССР на военно-морском флоте, членом правления Всероссийского терапевтического общества. Принимал участие в международных конгрессах по терапии и кардиологии; участвовал в работе редколлегии журнала «Кардиология», был членом членом редакционного совета издательства «Медицина». Под его руководством было защищено более 50 докторских и кандидатских диссертаций.
Звание генерал-майора медицинской службы присвоено 16 июня 1965 года.
Умер 13 августа 1968 года в Ленинграде, где и был похоронен на Богословском кладбище рядом со своей женой Рашелью Израилевной.

## Награды
Имеет следующие награды:
- Орден Красного Знамени;
- Орден Красной Звезды;
- Знак Почёта;
- Медаль «За боевые заслуги»
- Медаль «За оборону Ленинграда»
- Медаль «За победу над Германией в Великой Отечественной войне 1941—1945 гг.»

## Память
- В здании Военно-медицинской академии (Загородный пр., 47) в 1997 году учёному была установлена мраморная памятная доска с надписью: «Здесь работал видный клиницист, педагог и ученый, главный терапевт В. М.Ф. начальник кафедры военно-морской и госпитальной терапии, профессор Волынский Зиновий Моисеевич. 1897—1968» (архитектор Таранов А. И.).
- В 2007 году В Санкт-Петербургской военно-медицинской академии на кафедре военно-морской и общей терапии состоялась научно-практическая конференция, посвященная 50-летию открытия в Петербурге первой радиологической лаборатории. Она была приурочена к 110-летию со дня рождения профессора, основателя кафедры З. М. Волынского.